# Кајак и кану на мирним водама
Кајак и кану на мирним водама је спорт на води у којем се учесници такмиче веслајући у чамцима на одређеним деоницама. Постоје две главне врсте чамаца за овај спорт, а то су кајак и кану. Разлика је та што код кајака сваки веслач користи весло с две лопатице, док се код кануа користи весло с једном лопатицом. Ради боље примене силе уобичајено је да кануист за време веслања клечи на једној нози, док кајакаш седи.
У односу на други водени спорт који укључује чамце на мирним водама, веслање, веслачи у овом спорту немају покретна седишта, нити ослонце за весло на чамцу, те весло свом тежином држе у рукама. Такође, важно је истаћи разлику између овог спорта и кајака и кануа на дивљим водама: „мирна вода“ означава језеро или другу водену површину на којој нема приметног кретања воде нити већих таласа. „Дивља вода“ означава брзе реке у којима је ток воде приметан, те су присутни таласи, брзаци, слапови и др.

## Дисциплине
Кајак и кану на мирним водама је у програму олимпијских игара још од Игара у Берлину 1936. за мушкарце те од Игара у Лондону 1948. за жене. Жене се такмиче у кајаку, док се у кануу такмиче само мушкарци. Тренутно су на програму олимпијских игара следеће дисциплине (словом „Ц“ се означавају дисциплине за кану, а словом „К“ кајак):
| Дисциплина             | Дужина  | Пол      |
| ---------------------- | ------- | -------- |
| Ц-1 (кану једноклек)   | 1.000 м | мушкарци |
| Ц-1 (кану једноклек)   | 500 м   | мушкарци |
| Ц-2 (кану двоклек)     | 1.000 м | мушкарци |
| Ц-2 (кану двоклек)     | 500 м   | мушкарци |
| К-1 (кајак једносед)   | 1.000 м | мушкарци |
| К-1 (кајак једносед)   | 500 м   | мушкарци |
| К-1 (кајак једносед)   | 500 м   | жене     |
| К-2 (кајак двосед)     | 1.000 м | мушкарци |
| К-2 (кајак двосед)     | 500 м   | мушкарци |
| К-2 (кајак двосед)     | 500 м   | жене     |
| К-4 (кајак четворосед) | 1.000 м | мушкарци |
| К-4 (кајак четворосед) | 500 м   | жене     |

На другим такмичењима, светском и европском првенству, још се такмичи и кану четвороклек Ц-4. Такмичења се одржавају и на дужинама од 200 м.